# Aerostatik
Aerostatik (av grekiska aer, luft, och statos, ställd, stående) är läran om gasformiga kroppars jämvikt. Aerostatiken utgör en del av aeromekaniken (tillsammans med aerodynamiken) samt av fluidstatiken.